# 소현세자
소현세자(昭顯世子, 1612년 2월 5일(음력 1월 4일) ~ 1645년 5월 21일(음력 4월 26일))는 조선의 왕세자이며 능양군과 청성현부인의 장남이며 효종의 형이다.

## 개요
인조의 장남이며, 병자호란의 결과 8년간 청나라에서 볼모로 생활하였다. 북경에서 만난 천주교 선교사 아담 샬을 만나 서구 문명을 접하였으며 포로로 잡혀간 조선 사람들을 모아 둔전을 경작해 곡식을 쌓고 무역을 하는 등의 생활 방안을 강구하면서 실용주의 노선을 택하게 되었다.
귀국 후 반청 사상을 고수하던 아버지 인조와 갈등하던 중 독살로 추정되는 의문의 죽음을 맞았다.

## 생애

### 탄생
1612년 2월 5일(광해군 4년 음력 1월 4일), 선조의 다섯째 아들인 정원군의 장남 능양군과 청성현부인 한씨의 장남으로 태어났다.
1623년(인조 1년), 반정으로 아버지 능양군이 왕이 되자 입궁하였고, 1625년 3월 5일인 인조 3년 음력 1월 27일), 세자에 책봉되었다.
1627년(인조 5년), 정묘호란이 발발하자 전주로 피신하였으며, 그해 말에 강석기의 딸과 혼인하였다.
1636년(인조 14년), 병자호란이 일어나자 인조와 함께 남한산성으로 피해 들어갔으나, 이듬해 정월 동생 봉림대군과 인평대군을 비롯한 비빈종실(妃嬪宗室)들이 피난가 있던 강화도가 함락되고 청나라 군사가 남한산성을 포위하자 인조와 함께 성밖으로 나왔다.

### 청나라 인질 생활
인조가 삼전도(지금의 송파)에 설치한 수항단(受降壇)에서 청 태종에게 삼궤구고두(三跪九叩頭)의 항복의 예를 올리며 항복하자(1637년), 정축하성 이후 청나라와의 조청화약(朝淸和約)이 체결되었으며 청나라에서 인질을 요구하자 그는 1637년 4월 10일 자진해서 부인 강씨와 봉림대군 부부, 그리고 주전파 대신들과 함께 볼모로 청나라 수도 심양(선양)으로 가서 심양관에 억류되었다.
인조는 처음 이기축을 그를 배종하는 무관으로 임명했다. 그러자 1637년 3월 4일 소현세자는 좌부승지 한흥일을 시켜 '무재(武宰)의 직임은 일행을 검칙하는 것인데 이기축(李起築)은 서얼이기 때문에 호령을 세울 수 없다'며 '이 사람을 데려가면 단지 원역(員役)만 늘릴 것이니 이 사람을 돌려보내고 일행을 검칙하는 일은 신해(申垓)에게 맡기는 것이 편하고 마땅할 듯하다. 승지가 조정에 돌아가 여쭙도록 하라.'고 인조에게 고하기도 했다.
그뒤 이기축은 8월 별장(別將), 삼척첨사(三陟僉使)에 임명되었다가 뒤늦게 소현세자를 호종의 명을 받고 심양(瀋陽)으로 갔다. 그리고 3년 뒤 신병을 이유로 돌아가게 되었다.
그는 그곳에서 오랫동안 청나라와 조선을 중재하는 역할을 하였으며, 청나라가 조선을 많이 핍박하지 못하도록 노력하였다. 함께 끌려와 재판을 받은 반청파 김상헌 등과 조선 백성 보호에 많은 힘을 썼다. 몽골어를 배우고 서역원정에 출전하기도 했다.
1644년(인조 22년) 음력 9월, 명나라 정벌을 위해 나선 도르곤이 이끄는 청군을 따라 베이징에 70여 일을 머물면서, 독일인 신부 아담 샬 등의 예수회 선교사와 친하게 지냈으며, 그들을 통해 로마 가톨릭과 서양 문물을 접하였다. 당시 세자가 신문물(新文物)을 조선에 전하기를 열망하는 포부는 (지금은 라틴어역되어 전하는) 세자가 아담 샬에게 보낸 서신에 나타나 있다.

### 귀국과 부왕의 냉대
삼전도에서 치욕을 당한 인조와 조정 대신들(주전파)은 세자의 태도를 친청(親淸) 행위라고 크게 비난하였고, 1645년 음력 2월에 고국으로 돌아왔으나, 아버지 인조는 가톨릭과 서양 과학을 들여와 조선을 발전하려고 한 세자를 감시하고 박대했다.
 
전일 세자가 심양에 있을 때 집을 지어 단확(丹艧)을 발라서 단장하고,
또 포로로 잡혀간 조선 사람들을 모집하여 둔전(屯田)을 경작해서 곡식을 쌓아 두고는
그것으로 진기한 물품과 무역을 하느라 관소(館所)의 문이 마치 시장 같았으므로,
상(인조)이 그 사실을 듣고 불평스럽게 여겼다.
 — 《인조실록》 46권,
인조 23년(1645년 청 순치(順治) 2년) 6월 27일 (무인)

### 의문의 최후
1645년(인조 23년) 음력 2월, 9년 만에 귀국한 소현세자는 5월 21일(음력 4월 26일)에 갑자기 숨을 거두었다. 일부 역사학자들은 세자가 죽고 난 뒤, 곳곳에 검은 반점이 나고, 시신이 빨리 부패했다는 점에 인조와 인조의 총애를 받던 소용 조씨(조귀인)가 의원 이형익을 시켜 그를 독살했을 것이라 추정한다. 《인조실록》에는 종실 진원군 이세완의 아내가 세자의 염습에 참여했다가 사람들에게 말한 내용이 실려 있다.
 
세자는 본국에 돌아온 지 얼마 안 되어 병을 얻었고 병이 난 지 수일 만에 죽었는데,
온 몸이 전부 검은 빛이었고 이목구비의 일곱 구멍에서는 모두 선혈이 흘러나오므로,
검은 멱목으로 그 얼굴 반쪽만 덮어 놓았으나, 곁에 있는 사람도 그 얼굴 빛을 분변할 수 없어서
마치 약물에 중독되어 죽은 사람과 같았다.

 — 《인조실록》 46권,
인조 23년(1645년 청 순치(順治) 2년) 6월 27일 (무인)
다만, <승정원 일기>에 실린 세자의 진료기록에 무게를 두어 병사를 추정하는 시각도 있다. 죽기 몇 달 전, 소현세자는 한 겨울에 귀국길에 오르며 얻은 병을 가지고 있었으며, 귀국 직후까지 병이 낫지 않은 상태다. <조선왕조실록>의 기록으로는 독살로 의심되지만, <승정원일기>에 기록된 매일 세자를 진료한 기록에 따르면 세자가 앓고 있던 병이 추론 가능한 병이며 사망에 이를 수 있는 병이라고 한의사 방성혜가 주장했다. <조선왕조실록>에 기록된 이세완의 증언을 살펴보면 소현세자의 시신은 온몸이 검은빛이었고 이목구비에서 선혈이 흘러나왔다고 한다. 온몸이 검은빛이었다가는 것은 세자가 사망 직전에 청색증이 왔었다는 것을 뜻한다. 청색증이란 혈액 속의 산소가 줄고 이산화탄소가 증가해 온몸의 피부가 파랗게 변하는 증상을 말하는데, 입술, 손톱, 귀, 광대, 점막 부위에 특히 심하게 나타난다. 이목구비에서 선혈이 흘러나왔다고 한 것은 이목구비의 출혈을 연상케 하는 어떤 짙은 색깔의 자국이 있음을 말한다. 그렇다면 이는 입술과 귀 그리고 얼굴의 점막 부위에 청색증이 특히 심했던 것으로 해석된다.  
소현세자는 사망하기 몇 달 전부터 기침 증상을 앓아왔다. 물론 단순한 감기일 수도 있으나 발열, 호흡곤란, 가슴 답답함, 옆구리의 당김 증세가 동반되었다는 <승정원일기>의 기록으로 추론하자면 오히려 감기보다는 폐렴에 가깝다고 볼 수 있다. 폐렴의 증상은 발열, 기침, 객담, 오한, 흉통, 호흡곤란 등이다. 폐를 싸고 있는 흉막에까지 염증이 퍼지면 옆구리에 통증이 생기게 된다. 호흡기 증상 외에도 두통, 메스꺼움, 구토, 복통 등이 나타날 수 있다. 이는 소현세자가 귀국 직후 앓았던 증상들과 거의 일치한다. 만약 폐렴을 치료하지 못한다면 호흡곤란으로 사망할 수 있다. 폐렴이 진행될 수록 호흡에 차질이 생기면서 혈액 속 산소가 줄고 이산화탄소가 증가해 청색증이 나타나는 것이다. 여기까지 본다면 소현세자는 폐렴으로 사망했을 가능성이 높다.
여기에 한 가지 증상을 더 고려해본다. 소현세자는 죽기 얼마 전 다리에 두드러기 형태의 발진이 생기면서 가려움을 느꼈다고 기록된다. 이는 매우 중요하다. 물론 폐렴이 진행되면서 정말 우연히 다리에 두드러기가 함께 생겼을 수도 있다. 하지만 소현세자의 죽기 전 증상처럼 다리에 가려움증이 생기면서 동시에 폐렴과 유사한 증상을 동반하며 사망에 이르는 질병이 있는데, 혈관염이다. 증상은 두드러기처럼 가려움이 생기면서 피부에 붉은색이나 보라색 출혈반이 생기는 것이다. 조선시대에는 이 혈반염의 증상을 중독으로 인한 증상으로 오인이 가능하다. 
다만, <승정원 일기에>에 따르면 소현세자는 상기 폐렴과 유사한 증상으로, 한차례 어의들의 치료를 받고 거의 회복되어 정상 생활을 영위중이었다. 게다가 기존의 증세는 <조선왕조실록>에서도 세자가 침을 맞았다, 정도로 편집하고 넘어갈 정도로 상대적으로 가볍게 여겨졌다. 그런데 한달 반 후, 갑자기 유사한 가벼운 증세가 도지는가 싶더니, 이번엔 급격히 악화되어, 어의 대부분이 달라붙었음에도 불구하고 3일 만에 사망한 것이다.    
이런 기록은 다각도로 해석 가능하다. 물론 17세기 의학의 한계로 기존 처방이 온전하지 않아, 잠복중이던 병세가 급작스럽게 도진 것일 수 있다. 하지만, 인위적 개입의 의혹도 제기할 수 있다. 당시 소현세자를 정적으로 간주해 냉대하고, 소현세자가 죽자마자 기다렸다는 듯 며느리와 손자들을 숙청했던, 인조의 사전, 사후 행보가 있기 때문이다.   
요컨데 병사일 가능성이 있지만, 그쪽으로만 확증하기엔 여전히 의혹이 남는다. 요컨데 '원인 불명의 돌연사'로 결론 내리는 것이 현재로선 최선으로 보인다. 

### 사후
1645년 음력 6월 그의 동생 봉림대군이 귀환하자 본인의 반대 상소에도 불구하고 서둘러 세자에 책봉시켰다. 친아버지 인조는 세자를 폐위시키고 '폐세자'라 부르다가 고종때 세자로 복권되었다. 그해 음력 8월 강빈의 동생 강문성이 장사 날짜가 불길하다고 지관인 최남을 찾아가 항의하였는데, 인조가 이 말을 듣고 노해서 강문성과 문명, 문두, 문벽 4형제를 먼 고을에 유배시켰다. 그 뒤 세자빈 강씨와 인조의 첩 소용 조씨 사이에 갈등이 벌어졌고, 조소용은 세자빈 강씨가 소용 조씨를 저주했다고 무고하였다
1646년 세자빈 강씨의 궁녀 계향과 계환이 인조의 수라에 독을 넣었다는 혐의로 옥에서 죽었다. 이 혐의로 강씨는 별궁에 유치되었으며, 강씨가 인조를 독살하려고 했다는 김자점의 모함으로 누명을 쓰고 사약을 받고 죽었으며, 세 아들은 제주도로 귀양을 가게 되었다. 당시에 첫째 석철은 12살이었고, 둘째 석린은 8살이었으며, 셋째 석견은 4살이었다. 청나라 장수 용골대는 석철을 아깝게 여겨 데려다가 기르겠다고 했지만 석철은 결국 1648년 11월 2일(음력 9월 18일)에 제주도에서 장독으로 죽었고 둘째 석린은 같은해 음력 12월 23일(양력 1649년 2월 4일)에 병으로 사망했다. 셋째 경안군 석견은 효종의 즉위 후 복위되어 목숨을 건질 수 있었다.
강빈의 친정 노모와 4형제 또한 죽음을 피하지 못하였다.

## 능원
그러나 세자의 죽음 이후, 인조는 세자의 장례를 크게 간소화했고 인조는 죽을 때까지 한 번도 소현세자의 무덤에 방문한 적이 없다. 능원은 원래 소현묘라 불렸으나, 고종때 세자의 묘를 봉원토록 하는 제도를 시행하며 소경원(昭慶園)으로 격상되었으며, 경기도 고양시에 있다.

## 가족 관계
| 조선의 왕세자 | 소현세자 昭顯世子 | 출생                                                   | 사망                                                             |
| 조선의 왕세자 | 소현세자 昭顯世子 | 1612년 1월 26일 (음력 1월 4일) 조선 한성부 경행방 본궁 | 1645년 5월 11일 (음력 4월 26일) (33세) 조선 한성부 창경궁 환경당 |

|    |                             | 본관 | 생몰년          | 부모                                                                          | 비고        |
| -- | --------------------------- | ---- | --------------- | ----------------------------------------------------------------------------- | ----------- |
| 부 | 인조대왕 仁祖大王           | 전주 | 1595년 - 1649년 | 원종대왕 元宗大王 인헌왕후 구씨 仁獻王后 具氏                                 | 제16대 국왕 |
| 모 | 인열왕후 한씨 仁烈王后 韓氏 | 청주 | 1594년 - 1635년 | 서평부원군 한준겸 西平府院君 韓浚謙 회산부부인 창원 황씨 檜山府夫人 昌原 黃氏 |             |

|        |                         | 시호 | 본관            | 생몰년                      | 부모                                                                               | 비고 |
| ------ | ----------------------- | ---- | --------------- | --------------------------- | ---------------------------------------------------------------------------------- | ---- |
| 세자빈 | 민회빈 강씨 愍懷嬪 姜氏 | 금천 | 1611년 - 1646년 | 강석기 姜碩期 신예옥 申禮玉 | - 인조 5년(1627년) 세자빈 책봉 - 인조 24년(1646년) 사사됨 - 숙종 44년(1718년) 복권 |      |

| 작호 | 작호              | 이름            | 생몰년          | 배우자                          | 비고          |
| ---- | ----------------- | --------------- | --------------- | ------------------------------- | ------------- |
| 장녀 | 군주 郡主         |                 | 1629년 - 1640년 |                                 |               |
| 차녀 | 군주 郡主         | 1631년 - 1631년 |                 |                                 |               |
| 장남 | 경선군 慶善君     | 백 栢           | 1636년 - 1648년 |                                 |               |
| 3녀  | 경숙군주 慶淑郡主 |                 | 1637년 - 1655년 | 능창부위 구봉장 綾昌副尉 具鳳章 |               |
| 차남 | 경완군 慶完君     | 석린 石磷       | 1640년 - 1648년 |                                 |               |
| 4녀  | 경녕군주 慶寧郡主 |                 | 1642년 - 1682년 | 금창부위 박태정 錦昌副尉 朴泰定 |               |
| 5녀  | 경순군주 慶順郡主 | 정온 正溫       | 1643년 - 1697년 | 황창부위 변광보 黃昌副尉 邊光輔 |               |
| 3남  | 경안군 慶安君     | 회 檜           | 1644년 - 1665년 | 분성군부인 허씨 盆城郡夫人 許氏 | 밀풍군의 조부 |
| 4남  | 왕손              |                 | 1645년 - 1645년 |                                 | 유복자        |

## 소현세자가 등장한 작품

### 드라마
- 《대명》 (KBS, 1981년, 배우:백윤식)
- 《일지매》 (SBS, 2008년, 배우:김지완)
- 《최강칠우》 (KBS, 2008년, 배우:임호)
- 《탐나는 도다》 (MBC, 2009년, 배우:소영돈)
- 《추노》 (KBS, 2010년, 배우:강성민)
- 《마의》 (MBC, 2012년, 배우:정겨운)
- 《궁중잔혹사 - 꽃들의 전쟁》 (JTBC, 2013년, 배우:정성운)
- 《삼총사》 (tvN, 2014년, 배우:이진욱)
- 《화정》 (MBC, 2015년, 배우:백성현, 신기준)
- 《연인》 (MBC, 2023년, 배우:김무준)

### 영화
- 《올빼미》 (영화, 2022년, 배우 : 김성철)

## 관련 서적
- 《소현세자》, 이정근, 2009, 책으로보는세상, ISBN 978-89-961520-3-3.

## 같이 보기
- 삼전도
- 병자호란
- 인조
- 봉림대군
- 민회빈 강씨
- 귀인 조씨